# دان أوكونور (لاعب كرة قدم أمريكية)
دان أوكونور (بالإنجليزية: Dan O'Connor)‏ هو لاعب كرة قدم أمريكية أمريكي، ولد في 15 أكتوبر 1894 في مانشستر في الولايات المتحدة، وتوفي في 9 يونيو 1964 في بوسطن في الولايات المتحدة.

## وصلات خارجية
- دان أوكونور على موقع مرجع كرة القدم المحترفة.كوم (الإنجليزية)